# Ctenophora (Ctenophora) nigriceps miyamotoi
Ctenophora (Ctenophora) nigriceps miyamotoi is een ondersoort van de tweevleugelige Ctenophora (Ctenophora) nigriceps uit de familie langpootmuggen (Tipulidae). De ondersoort komt voor in het Palearctisch gebied.